# 鹿児島市立皆与志小学校

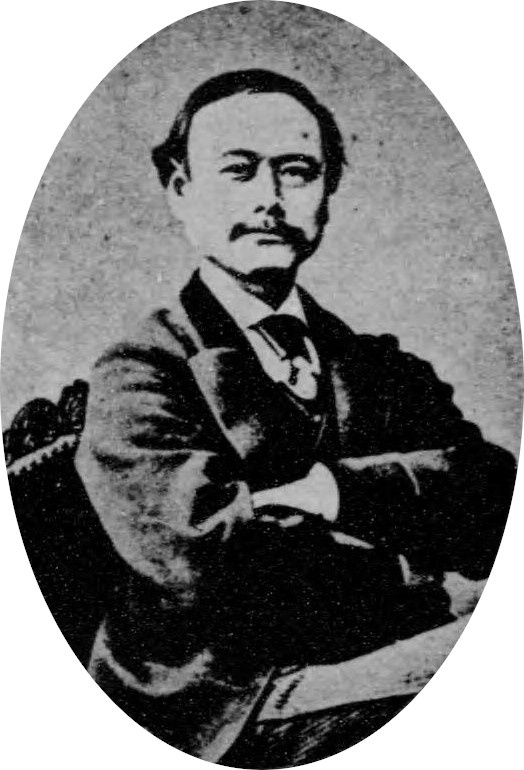
鹿児島市立皆与志小学校の前身にあたる明命黌を創立した川路利良

鹿児島市立皆与志小学校（かごしましりつ みなよししょうがっこう）は、鹿児島県鹿児島市皆与志町にある市立小学校。
1893年に川路利良によって、当校の前身である『明命黌』（めいめいこう）として設置された。

## 概要
鹿児島市の北部に位置している小学校であり、1893年に川路利良によって明命黌として設置された。
全校児童は47名が在籍しており、1年及び2年は各1学級、3年から6年までは1学級あたり2学年の複式学級となっている。また、小規模特認校に指定されており、通学区域外からも通学できることになっている。

## 沿革
- 1893年（明治26年） - 川路利良によって明命黌が創立される。
- 1941年（昭和16年） - 国民学校令施行に伴い、皆与志国民学校に改称
- 1947年（昭和22年） - 伊敷村立皆与志小学校に改称
- 1950年（昭和25年） - 伊敷村が鹿児島市に編入されたのに伴い、鹿児島市立皆与志小学校に改称
- 1972年（昭和47年） - 校区の一部より鹿児島市立伊敷小学校を分離

## 通学区域
- 皆与志町の一部

## 関係者
- 川路利良（前身にあたる明命黌創立者）
比志島村（現在の皆与志町比志島地区）出身。初代大警視、陸軍少将。川路家の家紋である六つ丁字車が、校章のモチーフになっている。